# 기프트 다이아몬드 타워
기프트 다이아몬드 타워는 인도 아마다바드에 승인된 마천루이다.